# Quake (seria)
Quake – seria gier z gatunku strzelanek pierwszoosobowych wyprodukowanych przez id Software oraz Raven Software.

## Historia
Po sukcesie dwóch pierwszych odsłon Dooma, id Software w 1996 roku wydało Quake’a. W trakcie prac zespół stworzył kilka map, które nie trafiły do kampanii. Jeden z projektantów, Tim Willits zaproponował, żeby mapy trafiły do trybu dla wielu graczy. Pomimo początkowego sprzeciwu jednego z szefów studia Johna Romero ostatecznie zezwolono na to. Podczas tworzenia gry dwóch pracowników, John Romero i John Carmack, miało odmienną wizję dotyczącą przyszłości serii, skutkiem czego była rezygnacja Romero, który założył własne studio – Ion Storm. Rok później wydano kontynuację, która w przeciwieństwie do poprzedniczki posiadała fabułę. Todd Hollenshead, ówczesny szef id Software przyznał, że zmiany w Quake II w stosunku do części pierwszej były kontrowersyjne, ale przemyślane. Głównym projektantem został Kevin Cloud, który chciał żeby gra kładła większy nacisk na fabułę. Nad czwartą odsłoną serii pracowali ludzie z Raven Software odpowiedzialni m.in. za Heretic czy Hexen. Gra zarówno fabularnie jak i pod względem mechaniki przypomina Quake’a II.
Wydanie kolejnej części Quake Champions, która nawiązuje mocno do Quake III: Arena, zostało zaplanowane na 2018 rok. Jest to pierwsza gra z serii, której wydawcą jest Bethesda.

## Wpływ na branżę
Od 1996 roku co roku ma miejsce QuakeCon, impreza promująca gry studia id Software. Podczas targów gracze mogą zobaczyć najnowsze produkcje i zagrać w turniejach. Według redaktora „Rolling Stone” Quake był jedną z gier, która przyczyniła się do popularyzacji rozgrywek e-sportowych. W maju 1997 roku w USA odbył się turniej Red Annihilation, gdzie można było zagrać w Quake’a z innymi osobami. Był to pierwszy e-sportowy turniej na skalę krajową. Quake był pierwszą grą, która w trybie wieloosobowym zawierała mapy niedostępne w kampanii dla jednego gracza. Uważa się, że określenie „camping” zostało użyte po raz pierwszy podczas rozgrywek w Quake’a.

## Gry w serii

### Główna seria
- Quake (1996[1])
- Quake II (1997[4])
- Quake III: Arena (1999[9])
- Quake 4 (2005[6])

### Spin-offy
- Quake Mobile (2005[10])
- Enemy Territory: Quake Wars (2007[11])
- Quake Arena Arcade (2010[12])
- Quake Live (2010[13])